# Žitavský luh
Žitavský luh este o arie protejată (arie de protecție specială avifaunistică — SPA) din Slovacia întinsă pe o suprafață de 155,4 ha, integral pe uscat.

## Localizare
Centrul sitului Žitavský luh este situat la coordonatele 48°10′30″N 18°17′43″E / 48.175025°N 18.29515°E.

## Înființare
Situl Žitavský luh a fost declarat arie de protecție specială avifaunistică în iulie 2003 pentru a proteja 3 specii de animale.

## Biodiversitate
Situată în ecoregiunea panonică, aria protejată nu include niciun habitat protejat.
La baza desemnării sitului se află mai multe specii protejate de  păsări (3): erete de stuf (Circus aeruginosus), cresteț pestriț (Porzana porzana), rață cârâitoare (Spatula querquedula).